# Patricio Morales (futbolista)
Patricio Eliseo Morales Gaete (Alto Biobío, Biobío, Chile, 13 de octubre de 1977) es un exfutbolista chileno. Jugaba de delantero y actualmente su equipo es el club amateur 21 de Mayo de la Asoc. de Fútbol de Coronel.

## Trayectoria
Su especialidad son los tiros de chilena. Su festejo característico al convertir un gol en Lota Schwager era ponerse un casco de minero y celebrar.
Jugando por Lota Schwager logró el ascenso en 2006, temporada magistral para el goleador, ya que se transformó en el artillero de la Primera B con 18 goles. Luego de eso, ficha en el fútbol de Indonesia.
En 2008 fue elegido como el favorito entre los jugadores extranjeros que disputan la Liga Indonesia jugando por el Arema Malang. 
Después de un retorno a Lota Schwager y un nuevo paso por Indonesia, el "Minero del Gol" vuelve al equipo carbonífero en 2011. La temporada en Primera B acaba con un registro histórico para el atacante, pues rompe el registro de goleador histórico del cuadro de Coronel, llegando a los 40 goles con el equipo de la "Lamparita".
Al no llegar a acuerdo para la temporada 2012, Morales emigra al Arturo Fernández Vial.
En la temporada 2013 juega en la Segunda División de Chile, defendiendo los colores de Deportes Linares.

## Clubes
| Club                  | País      | Año       |
| --------------------- | --------- | --------- |
| Deportes Talcahuano   | Chile     | 1997-1999 |
| Colo-Colo             | Chile     | 2000      |
| Magallanes            | Chile     | 2001      |
| Huachipato            | Chile     | 2002      |
| Naval                 | Chile     | 2003-2005 |
| Lota Schwager         | Chile     | 2006-2008 |
| Arema Malang          | Indonesia | 2009-2010 |
| Persebaya Surabaya    | Indonesia | 2010      |
| Lota Schwager         | Chile     | 2011      |
| Arturo Fernández Vial | Chile     | 2012      |
| Deportes Linares      | Chile     | 2013      |

## Palmarés

### Distinciones individuales
| Distinción                                                 | Año  |
| ---------------------------------------------------------- | ---- |
| Máximo goleador de la Tercera División de Chile (27 goles) | 2001 |
| Máximo goleador de la Primera B (18 goles)                 | 2006 |
| Jugador extranjero favorito de Indonesia                   | 2008 |